# Dyskografia Andrei Jürgens
Dyskografia Andrei Jürgens – dyskografia niemieckiej piosenkarki Andrei Jürgens.
Według źródeł Jürgens w swojej karierze sprzedał ponad 1 750 000 płyt. Największą sprzedażą cieszy się album pt. Weihnachten mit Andrea Jürgens, który otrzymał status złotej i platynowej płyty, w ciągu trzech miesięcy sprzedał się w ponad 1 500 000 egzemplarzy (1 250 000 egzemplarzy w RFN), a także przez długi czas najlepiej sprzedający się świąteczny album, najlepiej sprzedający się album w RFN od 1975 roku, znalazł się w Księdze rekordów Guinnessa.

## Albumy

### Studyjne
| Rok  | Tytuł i informacje wydawnicze                                                               | Pozycje na listach sprzedaży | Pozycje na listach sprzedaży | Pozycje na listach sprzedaży | Liczba sprzedanych egzemplarzy | Certyfikat |
| Rok  | Tytuł i informacje wydawnicze                                                               | DE                           | AT                           | CH                           | Liczba sprzedanych egzemplarzy | Certyfikat |
| ---- | ------------------------------------------------------------------------------------------- | ---------------------------- | ---------------------------- | ---------------------------- | ------------------------------ | ---------- |
| 1978 | Ich zeige dir mein Paradies - Wydany: 01.04.1978 - Wytwórnia: Ariola                        | 41                           | –                            | –                            |                                |            |
| 1979 | Eine Rose schenk ich dir... und dieses Lied - Wydany: 1979 - Wytwórnia: Ariola              | –                            | –                            | –                            |                                |            |
| 1980 | Irgendwann wird jedes Mädchen mal 17 - Wydany: 1980 - Wytwórnia: Ariola                     | –                            | –                            | –                            |                                |            |
| 1981 | Mama Lorraine - Wydany: 1981 - Wytwórnia: Ariola                                            | –                            | –                            | –                            |                                |            |
| 1981 | Andrea Jürgens Singt die schönsten deutschen Volkslieder - Wydany: 1981 - Wytwórnia: Arcade | 18                           | –                            | –                            |                                |            |
| 1982 | Solang' ein Mädchen träumen kann - Wydany: 1982 - Wytwórnia: Ariola                         | –                            | –                            | –                            |                                |            |
| 1984 | Weil wir uns lieben - Wydany: 09.1984 - Wytwórnia: Ariola                                   | –                            | –                            | –                            |                                |            |
| 1990 | Küsse der Nacht - Wydany: 20.05.1990 - Wytwórnia: White Records                             | –                            | –                            | –                            |                                |            |
| 1991 | Liebe - Wydany: 04.11.1991 - Wytwórnia: White Records                                       | –                            | –                            | –                            |                                |            |
| 1993 | Ich krieg nie genug von Dir - Wydany: 02.11.1993 - Wytwórnia: White Records                 | –                            | –                            | –                            |                                |            |
| 1996 | Wenn ich glücklich bin - Wydany: 02.09.1996 - Wytwórnia: BMG                                | –                            | –                            | –                            |                                |            |
| 2000 | Komm in meine Träume - Wydany: 27.03.2000 - Wytwórnia: BMG, White Records                   | –                            | –                            | –                            |                                |            |
| 2002 | Dankeschön – Zum 25. Bühnenjubiläum - Wydany: 07.10.2002 - Wytwórnia: BMG, White Records    | –                            | –                            | –                            |                                |            |
| 2005 | Lust aufs Leben - Wydany: 23.09.2005 - Wytwórnia: Koch Universal Music                      | 97                           | –                            | –                            |                                |            |
| 2008 | Verbotene Träume - Wydany: 25.01.2008 - Wytwórnia: Koch Universal Music                     | –                            | –                            | –                            |                                |            |
| 2010 | Ich hab’ nur ein Herz - Wydany: 22.10.2010 - Wytwórnia: Palm Records                        | –                            | –                            | –                            |                                |            |
| 2016 | Millionen von Sternen - Wydany: 18.03.2016 - Wytwórnia: Palm Records, Telamo                | 10                           | 15                           | 52                           |                                |            |

### Kompilacje
| Rok  | Tytuł i informacje wydawnicze                                                                    | Pozycje na listach sprzedaży | Pozycje na listach sprzedaży | Pozycje na listach sprzedaży | Liczba sprzedanych egzemplarzy | Certyfikat    |
| Rok  | Tytuł i informacje wydawnicze                                                                    | DE                           | AT                           | CH                           | Liczba sprzedanych egzemplarzy | Certyfikat    |
| ---- | ------------------------------------------------------------------------------------------------ | ---------------------------- | ---------------------------- | ---------------------------- | ------------------------------ | ------------- |
| 1980 | 12 Lieder für dich - Wydany: 1980 - Wytwórnia: Ariola                                            | –                            | –                            | –                            |                                |               |
| 1982 | Ihre großen Erfolge - Wydany: 1982 - Wytwórnia: Ariola                                           | –                            | –                            | –                            |                                |               |
| 1982 | Stars in Gold - Wydany: 1982 - Wytwórnia: Ariola                                                 | –                            | –                            | –                            |                                |               |
| 1986 | Und dabei liebe ich euch beide - Wydany: 1986 - Wytwórnia: Ariola Express                        | –                            | –                            | –                            |                                |               |
| 1987 | 10 Jahre Andrea Jürgens – Die großen Erfolge - Wydany: 20.07.1987 - Wytwórnia: White Records     | –                            | –                            | –                            |                                |               |
| 1988 | Stars Festival - Wydany: 1988 - Wytwórnia: Ariola Express                                        | –                            | –                            | –                            |                                |               |
| 1989 | Golden Stars - Wydany: 1989 - Wytwórnia: White Records                                           | –                            | –                            | –                            |                                |               |
| 1991 | Das große deutsche Schlager-Archiv (z Bibi Johnsem) - Wydany: 1991 - Wytwórnia: Sonocord         | –                            | –                            | –                            |                                |               |
| 1991 | Amore, amore – Ihre schönsten Lovesongs - Wydany: 1991 - Wytwórnia: White Records                | –                            | –                            | –                            |                                |               |
| 1991 | Star Collection - Wir tanzen Lambada - Wydany: 1991 - Wytwórnia: Ariola Express                  | –                            | –                            | –                            |                                |               |
| 1992 | Ich zeige dir mein Paradies - Wydany: 1992 - Wytwórnia: Ariola Express                           | –                            | –                            | –                            |                                |               |
| 1994 | Wir tanzen Lambada - Wydany: 1994 - Wytwórnia: Ariola Express                                    | –                            | –                            | –                            | + 250 000                      | - złota płyta |
| 1996 | StarGala – Die großen erfolge - Wydany: 1996 - Wytwórnia: Ariola Express                         | –                            | –                            | –                            |                                |               |
| 1997 | Momente – Die größten Erfolge aus 20 Jahren - Wydany: 1997 - Wytwórnia: White Records            | –                            | –                            | –                            |                                |               |
| 2000 | Nur das Beste: Die großen Erfolge 1983–2000 - Wydany: 2000 - Wytwórnia: BMG, White Records       | –                            | –                            | –                            |                                |               |
| 2004 | Best of Andrea Jürgens - Wydany: 2004 - Wytwórnia: White Records                                 | –                            | –                            | –                            |                                |               |
| 2007 | Die frühen Erfolge - Wydany: 2007 - Wytwórnia: White Records                                     | –                            | –                            | –                            |                                |               |
| 2008 | Das Allerbeste - Wydany: 2008 - Wytwórnia: White Records                                         | –                            | –                            | –                            |                                |               |
| 2008 | Du hast mir total gefehlt – 16 große Singlehits - Wydany: 2008 - Wytwórnia: Koch Universal       | –                            | –                            | –                            |                                |               |
| 2009 | Star Edition - Wydany: 2009 - Wytwórnia: Koch Universal                                          | –                            | –                            | –                            |                                |               |
| 2010 | Ihre 20 großen Erfolge - Wydany: 2010 - Wytwórnia: Weltbild Music                                | –                            | –                            | –                            |                                |               |
| 2012 | Sonderedition Vol.1 - Wydany: 02.11.2012 - Wytwórnia: Palm Records                               | –                            | –                            | –                            |                                |               |
| 2013 | Ihre 45 Größten Hits - Wydany: 2013 - Wytwórnia: Telamo                                          | –                            | –                            | –                            |                                |               |
| 2014 | Das Beste - Wydany: 17.10.2014 - Wytwórnia: Telamo                                               | 18                           | 57                           | –                            |                                |               |
| 2015 | Das Beste & noch mehr … - Wydany: 2015 - Wytwórnia: Telamo                                       | –                            | –                            | –                            |                                |               |
| 2016 | Von gestern bis heute - Wydany: 2016 - Wytwórnia: Telamo                                         | –                            | –                            | –                            |                                |               |
| 2016 | Rosen ohne Dornen – Meine schönsten Balladen und Liebeslieder - Wydany: 2016 - Wytwórnia: Telamo | –                            | –                            | –                            |                                |               |
| 2016 | Das Beste - Wydany: 2016 - Wytwórnia: Telamo                                                     | –                            | –                            | –                            |                                |               |
| 2016 | Einen kuss lang - Wydany: 2016 - Wytwórnia: Telamo                                               | –                            | –                            | –                            |                                |               |
| 2016 | Ich find' schlager toll - Wydany: 2016 - Wytwórnia: Electrola, Universal Music                   | –                            | –                            | –                            |                                |               |
| 2017 | Das Beste – Ein Kinderstar wird 50 - Wydany: 19.05.2017 - Wytwórnia: Telamo                      | 75                           | –                            | –                            |                                |               |
| 2017 | Das Beste – Gedenk-Edition - Wydany: 18.08.2017 - Wytwórnia: Weltbild Music                      | 87                           | –                            | –                            |                                |               |
| 2017 | 40 Jähriges Jubiläum 1977-2017 - Wydany: 2017 - Wytwórnia: Telamo                                | –                            | –                            | –                            |                                |               |
| 2017 | Schlager Traumreisen – Verlieb Dich - Wydany: 2017 - Wytwórnia: Telamo                           | –                            | –                            | –                            |                                |               |
| 2018 | Auf du und du - Wydany: 20.07.2018 - Wytwórnia: Telamo                                           | 6                            | 21                           | 41                           |                                |               |
| 2019 | Gold – Im stillen Gedenken - Wydany: 19.07.2019 - Wytwórnia: Telamo                              | 37                           | –                            | –                            |                                |               |
| 2019 | Kult Album Klassiker - Wydany: 2019 - Wytwórnia: Telamo                                          | 37                           | –                            | –                            |                                |               |
| 2021 | Playa Blanca – Die schönsten Sommerlieder - Wydany: 2021 - Wytwórnia: Telamo                     | 75                           | –                            | –                            |                                |               |
| 2022 | Die goldene Hit-Kollektion - Wydany: 15.07.2022 - Wytwórnia: Telamo                              | 46                           | –                            | –                            |                                |               |

### Wideo
| Rok  | Tytuł i informacje wydawnicze                                                | Pozycje na listach sprzedaży | Pozycje na listach sprzedaży | Pozycje na listach sprzedaży | Liczba sprzedanych egzemplarzy | Certyfikat            |
| Rok  | Tytuł i informacje wydawnicze                                                | DE                           | AT                           | CH                           | Liczba sprzedanych egzemplarzy | Certyfikat            |
| ---- | ---------------------------------------------------------------------------- | ---------------------------- | ---------------------------- | ---------------------------- | ------------------------------ | --------------------- |
| 2014 | Das Beste - Wydany: 17.10.2014 - Wytwórnia: Telamo * patrz sekcja Kompilacje | *                            | 4                            | –                            |                                |                       |
| 2016 | Millionen von Sternen - Wydany: 18.03.2016 - Wytwórnia: Palm Records, Telamo | patrz sekcja Studyjne        | patrz sekcja Studyjne        | patrz sekcja Studyjne        | patrz sekcja Studyjne          | patrz sekcja Studyjne |
| 2017 | Das Beste – Die Jubiläumsausgabe - Wydany: 28.07.2017 - Wytwórnia: Telamo    | 31                           | 3                            | 2                            |                                |                       |
| 2017 | Danke, Andrea! - Wydany: 27.10.2017 - Wytwórnia: Telamo                      | 80                           | 5                            | 2                            |                                |                       |

### Wideo muzyczne
| Rok  | Tytuł                              | Reżyser(zy)       |
| ---- | ---------------------------------- | ----------------- |
| 2015 | Millionen von Sternen              |                   |
| 2015 | Das reicht für mehr als eine Nacht | Michael Schorlepp |
| 2016 | Déjà vu                            |                   |
| 2016 | Unsere Zeit                        |                   |
| 2016 | Vergiss mich nie                   |                   |
| 2017 | Ich bin da                         |                   |

### Świąteczne
| Rok  | Tytuł i informacje wydawnicze                                                                           | Pozycje na listach sprzedaży | Pozycje na listach sprzedaży | Pozycje na listach sprzedaży | Liczba sprzedanych egzemplarzy | Certyfikat                            |
| Rok  | Tytuł i informacje wydawnicze                                                                           | DE                           | AT                           | CH                           | Liczba sprzedanych egzemplarzy | Certyfikat                            |
| ---- | --- | ---------------------------- | ---------------------------- | ---------------------------- | ------------------------------ | ------------------------------------- |
| 1979 | Weihnachten mit Andrea Jürgens - Wydany: 10.1979 - Wytwórnia: Ariola                                    | 19                           | –                            | –                            | + 1 500 000                    | - 5x złota płyta - 2x platynowa płyta |
| 1986 | Meine schönsten Weihnachtslieder - Wydany: 1986 - Wytwórnia: Ariola Express                             | –                            | –                            | –                            |                                |                                       |
| 2000 | Andrea Jürgens singt die schönsten deutschen Weihnachtslieder - Wydany: 2000 - Wytwórnia: White Records | –                            | –                            | –                            |                                |                                       |
| 2005 | Stille nacht, Heilige nacht - Wydany: 2005 - Wytwórnia: Sony BMG Music Entertainment                    | –                            | –                            | –                            |                                |                                       |
| 2013 | Weihnachten mit Andrea Jürgens - Wydany: 2013 - Wytwórnia: Telamo                                       | –                            | –                            | –                            |                                |                                       |

## Single
| Rok  | Tytuł                                                          | Pozycje na listach przebojów | Pozycje na listach przebojów | Pozycje na listach przebojów | Liczba sprzedanych egzemplarzy | Certyfikat | Album                                           |
| Rok  | Tytuł                                                          | DE                           | AT                           | CH                           | Liczba sprzedanych egzemplarzy | Certyfikat | Album                                           |
| ---- | -------------------------------------------------------------- | ---------------------------- | ---------------------------- | ---------------------------- | ------------------------------ | ---------- | ----------------------------------------------- |
| 1977 | Und dabei liebe ich euch beide                                 | 4                            | 25                           | 6                            |                                |            | Ich zeige dir mein Paradies                     |
| 1978 | Ich zeige dir mein Paradies                                    | 5                            | –                            | –                            |                                |            | Ich zeige dir mein Paradies                     |
| 1979 | Tina ist weg                                                   | 49                           | –                            | –                            |                                |            | Ich zeige dir mein Paradies                     |
| 1979 | Ein Herz für Kinder                                            | 14                           | –                            | –                            |                                |            | Eine Rose schenk ich dir... und dieses Lied     |
| 1979 | Eine Rose für dich                                             | 19                           | –                            | –                            |                                |            | Eine Rose schenk ich dir... und dieses Lied     |
| 1979 | Aba Heidschi, Bumbeidschi                                      | –                            | –                            | –                            |                                |            | Weihnachten mit Andrea Jürgens                  |
| 1980 | Aber am Sonntag                                                | –                            | –                            | –                            |                                |            | Irgendwann wird jedes Mädchen mal 17            |
| 1980 | Das Mädchen von den Bergen                                     | –                            | –                            | –                            |                                |            | Irgendwann wird jedes Mädchen mal 17            |
| 1980 | Ich hab’ heute schon Lampenfieber vor dem ersten Kuß           | –                            | –                            | –                            |                                |            | Irgendwann wird jedes Mädchen mal 17            |
| 1980 | Leise rieselt der Schnee                                       | –                            | –                            | –                            |                                |            | Irgendwann wird jedes Mädchen mal 17            |
| 1981 | Mama Lorraine                                                  | 11                           | –                            | –                            |                                |            | Mama Lorraine                                   |
| 1981 | Japanese Boy                                                   | 9                            | –                            | –                            |                                |            | Mama Lorraine                                   |
| 1981 | Blonder Junge                                                  | –                            | –                            | –                            |                                |            | Mama Lorraine                                   |
| 1982 | Playa Blanca                                                   | 45                           | –                            | –                            |                                |            | Solang' ein Mädchen träumen kann                |
| 1982 | Puerto Rico                                                    | –                            | –                            | –                            |                                |            | Solang' ein Mädchen träumen kann                |
| 1983 | Manuel Goodbye                                                 | –                            | –                            | –                            |                                |            | 10 Jahre Andrea Jürgens – Die großen Erfolge    |
| 1983 | Lebenskünstler                                                 | –                            | –                            | –                            |                                |            | Solang' ein Mädchen träumen kann                |
| 1983 | Wenn Corinna weint                                             | –                            | –                            | –                            |                                |            | Weil wir uns lieben                             |
| 1984 | Spanien ist schön                                              | –                            | –                            | –                            |                                |            | Weil wir uns lieben                             |
| 1984 | Chinatown ist in New York                                      | –                            | –                            | –                            |                                |            | Weil wir uns lieben                             |
| 1985 | Mi amor (z Robbym Tauberem)                                    | –                            | –                            | –                            |                                |            | Weil wir uns lieben                             |
| 1985 | Ciao ciao amore                                                | –                            | –                            | –                            |                                |            | 10 Jahre Andrea Jürgens – Die großen Erfolge    |
| 1986 | Shy Shy Sugarman                                               | –                            | –                            | –                            |                                |            | 10 Jahre Andrea Jürgens – Die großen Erfolge    |
| 1986 | Wenn ich nun geh                                               | –                            | –                            | –                            |                                |            | Küsse der Nacht                                 |
| 1987 | Nach so einer Nacht                                            | –                            | –                            | –                            |                                |            | 10 Jahre Andrea Jürgens – Die großen Erfolge    |
| 1988 | Allein in der Nacht                                            | –                            | –                            | –                            |                                |            | Küsse der Nacht                                 |
| 1988 | Vaya con Dios                                                  | –                            | –                            | –                            |                                |            | Küsse der Nacht                                 |
| 1989 | Amore, amore                                                   | 74                           | –                            | –                            |                                |            | Küsse der Nacht                                 |
| 1990 | Wir tanzen Lambada                                             | 42                           | –                            | –                            |                                |            | Küsse der Nacht                                 |
| 1990 | Ich hab’ dir nie den Himmel versprochen                        | –                            | –                            | –                            |                                |            | Küsse der Nacht                                 |
| 1990 | Küsse der Nacht                                                | –                            | –                            | –                            |                                |            | Küsse der Nacht                                 |
| 1991 | Santa Catarina                                                 | 67                           | –                            | –                            |                                |            | Liebe                                           |
| 1991 | Heut wird es rote Rosen regnen                                 | –                            | –                            | –                            |                                |            | —                                               |
| 1992 | Morgens vor dem Radio                                          | –                            | –                            | –                            |                                |            | Liebe                                           |
| 1992 | Sommer in Avignon                                              | –                            | –                            | –                            |                                |            | Liebe                                           |
| 1992 | Liebe                                                          | –                            | –                            | –                            |                                |            | Liebe                                           |
| 1993 | Eleni hieß das Mädchen                                         | 93                           | –                            | –                            |                                |            | Ich krieg nie genug von Dir                     |
| 1993 | Stark zu zweit                                                 | –                            | –                            | –                            |                                |            | Ich krieg nie genug von Dir                     |
| 1994 | Ich krieg nie genug von Dir                                    | –                            | –                            | –                            |                                |            | Ich krieg nie genug von Dir                     |
| 1994 | Heut ist ein schöner Tag                                       | –                            | –                            | –                            |                                |            | Ich krieg nie genug von Dir                     |
| 1996 | Stell dir vor                                                  | –                            | –                            | –                            |                                |            | Wenn ich glücklich bin                          |
| 1996 | Was ist eine Stunde wert                                       | –                            | –                            | –                            |                                |            | Wenn ich glücklich bin                          |
| 1996 | Du wirst seh’n                                                 | –                            | –                            | –                            |                                |            | Wenn ich glücklich bin                          |
| 1997 | Träume von Napoli                                              | –                            | –                            | –                            |                                |            | Wenn ich glücklich bin                          |
| 1997 | Hitmix                                                         | –                            | –                            | –                            |                                |            | Das Beste                                       |
| 1997 | Ich hab dich so geliebt                                        | –                            | –                            | –                            |                                |            | Momente – Die größten Erfolge aus 20 Jahren     |
| 1998 | Weit, weit von hier                                            | –                            | –                            | –                            |                                |            | Komm in meine Träume                            |
| 1998 | In deinen Armen                                                | –                            | –                            | –                            |                                |            | Komm in meine Träume                            |
| 1999 | Ich bin verrückt nach Liebe                                    | –                            | –                            | –                            |                                |            | Komm in meine Träume                            |
| 1999 | Lass mich heute nicht alleine                                  | –                            | –                            | –                            |                                |            | Komm in meine Träume                            |
| 2000 | Wenn der Himmel es will                                        | –                            | –                            | –                            |                                |            | —                                               |
| 2000 | Du bist die Liebe meines Lebens                                | –                            | –                            | –                            |                                |            | Komm in meine Träume                            |
| 2001 | Mach mit mir was du willst                                     | –                            | –                            | –                            |                                |            | Dankeschön – Zum 25. Bühnenjubiläum             |
| 2001 | Denk ja nicht                                                  | –                            | –                            | –                            |                                |            | Dankeschön – Zum 25. Bühnenjubiläum             |
| 2001 | Herz an Herz                                                   | –                            | –                            | –                            |                                |            | Best of Andrea Jürgens                          |
| 2002 | Ich hab mein Herz an dich verlor’n                             | –                            | –                            | –                            |                                |            | Dankeschön – Zum 25. Bühnenjubiläum             |
| 2002 | Vaya vamos a la fiesta                                         | –                            | –                            | –                            |                                |            | Dankeschön – Zum 25. Bühnenjubiläum             |
| 2002 | Wo ist dein Herz, wenn du träumst?                             | –                            | –                            | –                            |                                |            | Dankeschön – Zum 25. Bühnenjubiläum             |
| 2003 | Karneval                                                       | –                            | –                            | –                            |                                |            | Dankeschön – Zum 25. Bühnenjubiläum             |
| 2003 | Immer wieder Sehnsucht nach dir                                | –                            | –                            | –                            |                                |            | Dankeschön – Zum 25. Bühnenjubiläum             |
| 2003 | Manchmal hilft nur deine Liebe                                 | –                            | –                            | –                            |                                |            | Dankeschön – Zum 25. Bühnenjubiläum             |
| 2003 | Du hast mich belogen                                           | –                            | –                            | –                            |                                |            | Dankeschön – Zum 25. Bühnenjubiläum             |
| 2004 | Komm lass uns reden                                            | –                            | –                            | –                            |                                |            | Best of Andrea Jürgens                          |
| 2005 | Wenn ich an dich und deine Liebe denke                         | –                            | –                            | –                            |                                |            | —                                               |
| 2005 | Gleich nebenan                                                 | –                            | –                            | –                            |                                |            | Lust aufs Leben                                 |
| 2005 | Wenn ich einsam bin                                            | –                            | –                            | –                            |                                |            | Lust aufs Leben                                 |
| 2006 | Irgendwann irgendwie                                           | –                            | –                            | –                            |                                |            | Lust aufs Leben                                 |
| 2006 | Die letzte Nacht im Paradies                                   | –                            | –                            | –                            |                                |            | Lust aufs Leben                                 |
| 2007 | Tut es wirklich nicht mehr weh                                 | –                            | –                            | –                            |                                |            | Verbotene Träume                                |
| 2007 | Verbotene Träume                                               | –                            | –                            | –                            |                                |            | Verbotene Träume                                |
| 2008 | Dieses Parfüm auf deiner Haut                                  | –                            | –                            | –                            |                                |            | Verbotene Träume                                |
| 2008 | Du hast mir total gefehlt                                      | –                            | –                            | –                            |                                |            | Du hast mir total gefehlt – 16 große Singlehits |
| 2009 | Zurück aus meinem Traum                                        | –                            | –                            | –                            |                                |            | Ich hab’ nur ein Herz                           |
| 2009 | Egal wo ich bin                                                | –                            | –                            | –                            |                                |            | Ich hab’ nur ein Herz                           |
| 2010 | Kleine Lügen                                                   | –                            | –                            | –                            |                                |            | Ich hab’ nur ein Herz                           |
| 2010 | Ich hab’ nur ein Herz                                          | –                            | –                            | –                            |                                |            | Ich hab’ nur ein Herz                           |
| 2011 | Ich glaubte, ihre Freundin zu sein                             | –                            | –                            | –                            |                                |            | Ich hab’ nur ein Herz                           |
| 2011 | Ich vergess dich nicht                                         | –                            | –                            | –                            |                                |            | Ich hab’ nur ein Herz                           |
| 2011 | Rosen ohne Dornen                                              | –                            | –                            | –                            |                                |            | Ich hab’ nur ein Herz                           |
| 2012 | Es ist zu spät, zu verzeihn                                    | –                            | –                            | –                            |                                |            | Ich hab’ nur ein Herz                           |
| 2012 | Wirst du bei ihr bleiben (Remix)                               | –                            | –                            | –                            |                                |            | —                                               |
| 2013 | Verlieb dich nochmal (Remix 2013)                              | –                            | –                            | –                            |                                |            | —                                               |
| 2013 | Einen Kuss lang (Remix 2013)                                   | –                            | –                            | –                            |                                |            | —                                               |
| 2015 | Millionen von Sternen                                          | –                            | –                            | –                            |                                |            | Millionen von Sternen                           |
| 2015 | Das reicht für mehr als eine Nacht                             | –                            | –                            | –                            |                                |            | Millionen von Sternen                           |
| 2016 | Déjà vu                                                        | –                            | –                            | –                            |                                |            | Millionen von Sternen                           |
| 2016 | Unsere Zeit                                                    | –                            | –                            | –                            |                                |            | Millionen von Sternen                           |
| 2016 | Vergiss mich nie                                               | –                            | –                            | –                            |                                |            | Millionen von Sternen                           |
| 2017 | Ich bin da (z Olafem Bergerem)                                 | –                            | –                            | –                            |                                |            | Auf du und du                                   |
| 2019 | Ich bin bei dir                                                | –                            | –                            | –                            |                                |            | Gold – Im stillen Gedenken                      |
| 2021 | Santa Lucia                                                    | –                            | –                            | –                            |                                |            | Wenn ich glücklich bin                          |
| 2022 | Ich hab’ dir nie den Himmel versprochen (z zespołem Calimeros) | –                            | –                            | –                            |                                |            | —                                               |

### Gościnnie
| Rok  | Tytuł                                             | Pozycje na listach przebojów | Pozycje na listach przebojów | Pozycje na listach przebojów | Liczba sprzedanych egzemplarzy | Certyfikat | Album               |
| Rok  | Tytuł                                             | DE                           | AT                           | CH                           | Liczba sprzedanych egzemplarzy | Certyfikat | Album               |
| ---- | ------------------------------------------------- | ---------------------------- | ---------------------------- | ---------------------------- | ------------------------------ | ---------- | ------------------- |
| 1995 | Wir greifen nach den Sternen (z Nockalm Quintett) | –                            | –                            | –                            |                                |            | Sternenhimmelgefühl |

## Box sety
| Rok  | Tytuł i informacje wydawnicze                                                                   | Pozycje na listach sprzedaży | Pozycje na listach sprzedaży | Pozycje na listach sprzedaży | Liczba sprzedanych egzemplarzy | Certyfikat |
| Rok  | Tytuł i informacje wydawnicze                                                                   | DE                           | AT                           | CH                           | Liczba sprzedanych egzemplarzy | Certyfikat |
| ---- | ----------------------------------------------------------------------------------------------- | ---------------------------- | ---------------------------- | ---------------------------- | ------------------------------ | ---------- |
| 2006 | Die frühen Erfolge - Wydany: 2006 - Wytwórnia: Sony BMG Music Entertainment - 5 płyt CD         | –                            | –                            | –                            |                                |            |
| 2013 | Wunschkonzert - Wydany: 10.03.2013 - Wytwórnia: Telamo - 3 płyty CD                             | –                            | –                            | –                            |                                |            |
| 2017 | 40-jähriges Jubiläum – Alle Originalalben - Wydany: 10.03.2017 - Wytwórnia: Telamo - 18 płyt CD | 57                           | –                            | –                            |                                |            |
| 2018 | Kult – Album Klassiker - Wydany: 2018 - Wytwórnia: Telamo - 5 płyt CD                           | –                            | –                            | –                            |                                |            |
| 2019 | Kult – Album Klassiker Vol. 2 - Wydany: 2019 - Wytwórnia: Telamo - 5 płyt CD                    | –                            | –                            | –                            |                                |            |

## Statystyki
| [ 13 ]          | DE | AT | CH |
| --------------- | -- | -- | -- |
| 1. miejsce      | 1  | –  | —  |
| Top 10          | 3  | –  | —  |
| Lista przebojów | 14 | 4  | 2  |

|                 | DE | AT | CH |
| --------------- | -- | -- | -- |
| 1. miejsce      | –  | –  | —  |
| Top 10          | 3  | –  | 1  |
| Lista przebojów | 12 | 1  | 1  |

### Nagrody za sprzedaż
| Państwo/Region | Złota | Platynowa | Sprzedaż              |
| -------------- | ----- | --------- | --------------------- |
| RFN (BVMI)     | 2     | 2         | 1 500 000 egzemplarzy |
| Łącznie        | 2     | 2         |                       |